# دوري الدرجة الأولى الأرجنتيني 1968
دوري الدرجة الأولى الأرجنتيني 1968 (بالإسبانية: Campeonato Nacional 1968)‏ هو الموسم 38 من  دوري الدرجة الأولى الأرجنتيني. الذي يشرف على تنظيمه اتحاد الأرجنتين لكرة القدم، وكان عدد الأندية المشاركة فيه  16، وفاز فيه فيليز سارسفيلد.